# 송화강의 삼악당
송화강의 삼악당은 한국에서 제작된 김묵 감독의 1965년 영화이다. 장동휘 등이 주연으로 출연하였고 장동휘 등이 제작에 참여하였다.

## 출연

### 주연
- 장동휘
- 황해
- 허장강

## 제작진
- 원작자: 김동오
- 조명: 이기섭
- 미술: 박석인